# A Casa de Thendara
A Casa de Thendara (original: Thendara House) é uma obra da escritora de fantasia e ficção científica estadunidense Marion Zimmer Bradley, publicada em 1983.

## Sinopse
Jaelle e Magda, as principais personagens, enfrentam aventuras para finalmente conseguirem ultrapassar as barreiras que dificultam suas vidas.
1. ↑  «Thendara House (Darkover, #13)». Goodreads (em inglês). Consultado em 25 de outubro de 2024
2. ↑  «A casa de Thendara - AABB Porto Alegre». www.aabbportoalegre.com.br. Consultado em 25 de outubro de 2024